# بوقلمون‌ماهی هاوایی
بوقلمون‌ماهی هاوایی (نام علمی: Pterois sphex) نام گونه‌ای از سرده خروس‌ماهی است.